# 172315 Changqiaoxiaoxue
172315 Changqiaoxiaoxue este un asteroid din centura principală de asteroizi.

## Descriere
172315 Changqiaoxiaoxue este un asteroid din centura principală de asteroizi. A fost descoperit pe 15 octombrie 2002 la Observatorul Palomar în cadrul programului NEAT. Asteroidul prezintă o orbită caracterizată de o semiaxă mare de 2,73 ua, o excentricitate de 0,07 și o înclinație de 15,3° în raport cu ecliptica.